# Arab Azzah
Arap Azez(tiếng tiếng Thổ Nhĩ Kỳ: Arap Azîz, tiếng Ả Rập: عرب عزيز, đã Latinh hoá: Arap A'zez) Hoặc Ả Azzah (tiếng Ả Rập: عرب عزة) là một ngôi làng ở phía bắc tỉnh Aleppo, tây bắc Syria. Nó nằm giữa al-Rai và Jarabulus, ở bờ phía đông của sông Sajur, ngay phía bắc hồ Sajur và gần biên giới Thổ Nhĩ Kỳ Syria. Về mặt hành chính thuộc Nahiya Ghandoura ở quận Jarabulus, ngôi làng có dân số là 417 theo điều tra dân số năm 2004.